# Downing Provincial Park
Der Downing Provincial Park (auch Downing Park) ist ein etwa 156 Hektar (ha) großer Provincial Park im südlichen Zentrum der kanadischen Provinz British Columbia, im Bereich des Fraser-Plateaus.

## Anlage
Der Park im British Columbia Interior liegt etwa 37 Kilometer nordnordöstlich von Lillooet bzw. etwa 16 Kilometer südwestlich von Clinton. Der nördliche Bereich des Parks liegt dabei im Thompson-Nicola Regional District, während die südliche Ecke des Parks im Squamish-Lillooet Regional District liegt.
Zentrum des Parks ist der Kelly Lake. Außerdem liegt südlich des Parks die Marble Range. Nordwestlich grenzt der Park unmittelbar an den deutlich größeren Edge Hills Provincial Park.

## Geschichte
Der Park wurde am 9. Juli 1970 als einer der Provincial Parks in British Columbia eingerichtet. Im Laufe der Zeit wurden dabei sowohl seine Größe wie auch sein Schutzstatus geändert. Grundlage der Einrichtung des Parks war eine Landschenkung der Familie Downing, die dann auch Namensgeber des Parks wurden.
Wie jedoch bei fast allen Provinzparks in British Columbia gilt auch für diesen, dass die Gegend, lange bevor sie von europäischen Einwanderern besiedelt oder sie Teil eines Parks wurde, Siedlungs- und/oder Jagd-/Fischereigebiet verschiedener Stämme der First Nations, hier hauptsächlich der Secwepemc und der Lil'wat, war. Die Besiedlung durch diese lässt sich im Park jedoch bisher, anders als in nahegelegenen Bereichen des angrenzenden Edge Hills Provincial Park, nicht nachweisen.

## Flora und Fauna
Mit dem Biogeoclimatic Ecological Classification (BEC) Zoning System wird das Ökosystem von British Columbia in verschiedene biogeoklimatische Zonen eingeteilt. Biogeoklimatische Zonen zeichnen sich durch ein grundsätzlich identisches oder sehr ähnliches Klima sowie gleiche oder sehr ähnliche biologische und geologische Voraussetzungen aus. Daraus resultiert in den jeweiligen Zonen dann grundsätzlich auch ein sehr ähnlicher Bestand an Pflanzen und Tieren. Innerhalb dieser Systematik wird der Park der Interior Douglas-fir Zone zugeordnet.
Im Kelly Lake finden sich Stromatolithen.

## Aktivitäten
Der Downing Provincial Park ist ein Park, der über keine ausgeprägte touristische Infrastruktur verfügt. Die Hauptaktivität im Park ist das Wandern und Klettern sowie Wassersport. Im Park sind dabei keine offiziellen Zeltplätze ausgewiesen, Frontcountry Camping ist jedoch erlaubt.

## Benachbarte Parks
Die nächstgelegenen Provincial Parks neben dem bereits erwähnten Edge Hills Provincial Park sind, in Richtung Süden am Highway 99, der Marble Canyon Provincial Park, in Richtung Südwesten der Fred Antoine Provincial Park sowie in Richtung Norden der Marble Range Provincial Park.